# Neivamyrmex hetschkoi
Neivamyrmex hetschkoi är en myrart som först beskrevs av Mayr 1886.  Neivamyrmex hetschkoi ingår i släktet Neivamyrmex och familjen myror. Inga underarter finns listade i Catalogue of Life.